# Minador do Negrão
Minador do Negrão is een gemeente in de Braziliaanse deelstaat Alagoas. De gemeente telt 5.292 inwoners (schatting 2009).